# Томпсон, Уильям Генри
Уильям Генри Томпсон (англ. William Henry Thompson; 16 августа 1927 — 6 августа 1950) — солдат армии США, удостоился высочайшей американской военной награды — медали Почёта за свои действия в ходе Корейской войны.
Воспитан матерью-одиночкой в бедном районе Нью-Йорка. Вступил в армию в 1945 году, служил на Аляске и в Японии. К началу Корейской войны Томпсон был пулемётчиком 24-го пехотного полка (по сути расово сегрегированной части).
В ходе битвы за Масан в 1950 году Томпсон находился в части, наступавшей вдоль Пусанского периметра. Когда северокорейские войска атаковали его роту, после чего многие в панике разбежались, Томпсон остался на позиции, отказался от эвакуации (которой он подлежал из-за ранения) и прикрывал отступление своего взвода, пока не погиб от взрыва гранаты. За свои действия Томпсон удостоился медали Почёта, став одним из двух афроамериканцев, удостоившихся столь высокой награды в Корейской войне.

## Биография
Уильям Томпсон родился 16 августа 1927 года в Бруклине, Нью-Йорк, его мать не была замужем. О его ранней жизни известно мало, он вырос в доме, арендуемом бедняками. Ещё в малолетнем возрасте он покинул школу и провёл десять лет, скитаясь по улицам. Однажды вечером местный священник застал его спящим в парке и направил его в приют для бездомных. Томпсон проживал там, пока в 1945 году ему не исполнилось 18 лет.
Источники расходятся в причинах его поступления на службу: попал ли он туда по призыву или пошёл добровольцем, чтобы избежать бедности.
Томпсон вступил в армию в октябре 1945 года и после прохождения базовой военной подготовки был направлен на базу в Эдак, штат Аляска. После 18 лет он был с почётом уволен с военной службы, но не смог привыкнуть к гражданской жизни, и решил вернуться в вооружённые силы. В январе 1948 года Томпсон вновь вступил в армию и был направлен в шестую пехотную дивизию, нёсшую оккупационную службу в южной Корее.  Когда дивизия вернулась в США, он был переведён в 24-й пехотный полк 25-й пехотной дивизии, размещённой в оккупированной Японии . У него была военно-учётная специальность № 4812 – тяжеловооружённый пехотинец с автоматическим оружием.
На деле 24-я дивизия была сегрегированной частью, но, тем не менее, Томпсону нравилось там служить, он считал армию одним из немногих мест где афроамериканцы могут в некоторой степени наслаждаться комфортом. Его описывали как «тихого тощего [человека] с глубокосидящими глазами». Он считался весьма образцовым солдатом, берегущим свою форму и оборудование и поддерживающим невероятную чистоту своего оружия. Томпсон был также умелым стрелком и редко имел проблемы с послушанием. Он был доволен нахождением в нижних чинах и предпочитал получать приказы, а не отдавать их.
С началом Корейской войны Томпсон был рядовым первого класса роты М третьего батальона 24-го пехотного полка, роты тяжёлой огневой поддержки батальона.
22 июля 24-й полк первым вступил в тяжёлый бой с КНА в ходе битвы за Санджу. Северокорейцы обстреливали из винтовок рассеянный полк, и солдаты почти немедленно начали отступать по фронту, игнорируя команды офицеров, оставаться на позициях. Историки обвиняют в причинах паники, как некомпетентность офицеров так и паникёрство отдельных солдат. Эта тенденция сопутствовала почти всему составу 24-го полка участвующему в боях к западу от Санджу. Люди покидали свои позиции и устремлялись в тыл, бросая своё оружие. Во многих случаях части бросали своё оборудование на марше, даже не находясь под вражеским огнём, что вызывало проблемы со снабжением. В других случаях подавляющая часть личного состава частей оставляла позиции при первых же выстрелах противника. Ситуация настолько ухудшилась, что старшие офицеры полка устроили КПП к западу от города и останавливали все транспортные средства, движущиеся с запада, разворачивая отступавших. Многие джипы перевозили по 6-7 человек, заявлявших, что они отступают после захвата противником их позиции. 24-й полк быстро заслужил репутацию «порченого» за свои плохие действия в бою. Историки отмечают, что достижения полка особенно в битве за Санджу игнорировались а недостатки раздувались, чтобы показать полк как несостоятельный а негритянских солдат хуже чем белых.

## Подвиг
6 августа 1950 года с началом сражений за Пусанский периметр 25-я пехотная дивизия участвовала в контрнаступлении близ Масана в ходе битвы за Масан. В эту ночь рота М поддержала наступление дивизии близ г. Хаман в горной долине к югу от хребта Собук-сан. Взвод Томпсона, подошедший к городу, попал в засаду, устроенную крупным отрядом противника. Огонь из автоматического оружия вызвал панику и бегство нескольких бойцов роты. Оставшиеся сбились в плотную оборону под командованием второго лейтенанта Херберта Уилсона.
После того как северокорейская граната выбила единственного пулемётчика защищавшихся, Томпсон занял место за последним тяжёлым орудием взвода – пулемётом М1917 Браунинга калибра 30. Он вскоре стал основной целью обстрела противника и получил несколько ранений от пуль и осколков гранат, но не обратил на них внимания и не сказал о ранах своему взводу. После того как взвод получил приказ отходить Уилсон приказал перенести пулемёт на возвышенность.
Уилсон дополз до позиции Томпсона и обнаружил, что тот ранен. Он дважды приказывал Томпсону отступать, но тот отказался выполнять приказы и продолжал стрелять по наступающим северокорейцам. Томпсон сказал Уилсону, что умирает и не собирается отходить. Тогда Уилсон подозвал двоих унтер-офицеров, но они физически не смогли оторвать Томпсона от его пулемёта. Томпсон сказал им: «Убирайтесь отсюда, я прикрою вас!». Уилсон неохотно приказал оставшимся людям отходить. Отступавшие слышали взрывы гранат вокруг позиции Томпсона, после чего последовал более сильный взрыв и пулемёт замолчал. Он продолжал вести огонь из своего пулемёта, пока не был убит.
Спустя несколько дней когда рота М снова захватила местность было обнаружено, что Томпсон стоял насмерть и перед гибелью истребил множество северокорейцев, Благодаря его действиям взвод избежал тяжёлых потерь при отступлении.
Командование дивизии выпустило из внимания подвиг Томпсона, сосредоточившись вместо этого на недостаточных действиях 24-го пехотного полка, солдаты которого запаниковали и бежали с позиций. Подполковник Мелвин Блэр, командир батальона в котором служил Томпсон, сначала отказывался одобрить представление к награде и это продолжалось пять месяцев до 4 января 1951 года. Первоначально Томпсон был награждён Серебряной звездой за свои действия, но затем Блэр передумал и начал сам проталкивать представление, лично найдя свидетелей, могущих подтвердить доблесть Томпсона. Блэр надеялся, что признание заслуг Томпсона побудит других командиров изменить свои взгляды на 24-й пехотный полк. Тем не менее, в итоге полк был расформирован и его личный состав влился в другие полки.
21 июня 1951 года генерал армии Омар Бредли вручил матери Томпсона медаль Почёта, признав подвиг Томпсона.

## Награды
Томпсон удостоился следующих наград:
| A metal device depicting a blue bar with a rifle, in front of a wreath of silver leaves. |                                                                           |                                                 |                                    |
|                                                                                          | A light blue military ribbon with five white stars with five points each. | A purple ribbon with white stripes on each end. |                                    |
|                                                                                          |                                                                           |                                                 | A blue ribbon with a gold outline. |

| Значок боевого пехотинца   |                                |                                       |                                           |
|                            | Медаль Почёта                  | Пурпурное сердце                      | Медаль «За службу национальной обороне»   |
| Медаль «За службу в Корее» | Медаль «За службу ООН в Корее» | Медаль «За службу на Корейской войне» | Благодарность президента Республики Корея |

Томпсон стал первым из двух награждённых медалями Почёта в Корее, вторым стал Корнелиус Чарлтон, отличившийся в июне 1951 года. Чарлтон тоже служил в 24-м пехотном полку и был награждён посмертно. Другие афроамериканцы сражавшиеся в Корее тоже представлялись к медали Почёта но не получили её. После испано-американской войны были номинированы только двое негров, хотя несколько ветеранов Второй мировой войны были позднее представлены. Два представления были задержаны, поскольку командиры отказывались давать одобрение. Всего 131 человек были награждены в ходе и сразу после войны.

### Наградная запись
Рядовой Томпсон отличился благодаря выдающейся храбрости и доблести выполняя и перевыполняя свой долг в бою с врагом. Когда его взвод реорганизовывался под покровом темноты фанатично настроенный противник превосходящими силами предпринял внезапную атаку на часть рядового Томпсона. Рядовой Томпсон установил свой пулемёт на пути наступавших и обрушил на врага губительный огонь, моментально прижав солдат противника к земле, что позволило остатку его взвода отступить на более надёжную позицию. Несмотря на несколько попаданий осколками гранат и пулями из лёгкого стрелкового оружия он сопротивлялся всем попыткам своих товарищей побудить его к отступлению, стойко держался у своего пулемёта и продолжал вести смертоносный точный огонь, пока не был смертельно ранен вражеской гранатой. Своей бестрепетной отвагой и величавым самопожертвованием рядовой Томпсон принёс величайшую честь себе и поддержал почитаемые традиции военной службы.          
Оригинальный текст (англ.)
Pfc. Thompson distinguished himself by conspicuous gallantry and intrepidity above and beyond the call of duty in action against the enemy. While his platoon was reorganizing under cover of darkness, fanatical enemy forces in overwhelming strength launched a surprise attack on the unit. Pfc. Thompson set up his machine gun in the path of the onslaught and swept the enemy with withering fire, pinning them down momentarily thus permitting the remainder of his platoon to withdraw to a more tenable position. Although hit repeatedly by grenade fragments and small-arms fire, he resisted all efforts of his comrades to induce him to withdraw, steadfastly remained at his machine gun and continued to deliver deadly, accurate fire until mortally wounded by an enemy grenade. Pfc. Thompson's dauntless courage and gallant self-sacrifice reflect the highest credit on himself and uphold the esteemed traditions of military service.— 